# Izaak Rubinsztejn
Izaak Rubinsztejn też Icchak Rubinstein (ur. 1888 w Datnowie, zm. 31 października 1945 w Nowym Jorku) – wileński rabin, minister w pierwszym rządzie niepodległej Litwy, polski parlamentarzysta okresu II RP – sprawował mandat posła na Sejm IV kadencji oraz senatora I, II i V kadencji.

## Życiorys
Urodził się w litewskim Datnowie. Ukończył studia prawnicze i rabinackie. Smichę uzyskał w 1906. W czasie I wojny światowej podczas niemieckiej okupacji Litwy pełnił funkcję prezesa Żydowskiego Komitetu Centralnego. W I rządzie Augustinasa Voldemarasa pełnił funkcję ministra do spraw żydowskich. W 1928 objął stanowisko Naczelnego Rabina Wilna, które piastował do 1940. Pełnił funkcję prezesa Mizrachi na Kresach Wschodnich. Był aktywnym członkiem Światowej Organizacji Syjonistycznej.
W 1928 roku wybrany senatorem z województwa białostockiego z listy Blok Mniejszości Narodowych. W 1937 roku miał miejsce zamach bombowy na jego mieszkanie.
Po okupacji Litwy przez Armię Czerwoną w czerwcu 1940 opuścił Wilno i wyjechał do USA, gdzie zmarł.